# Thomas-Joseph Gombert

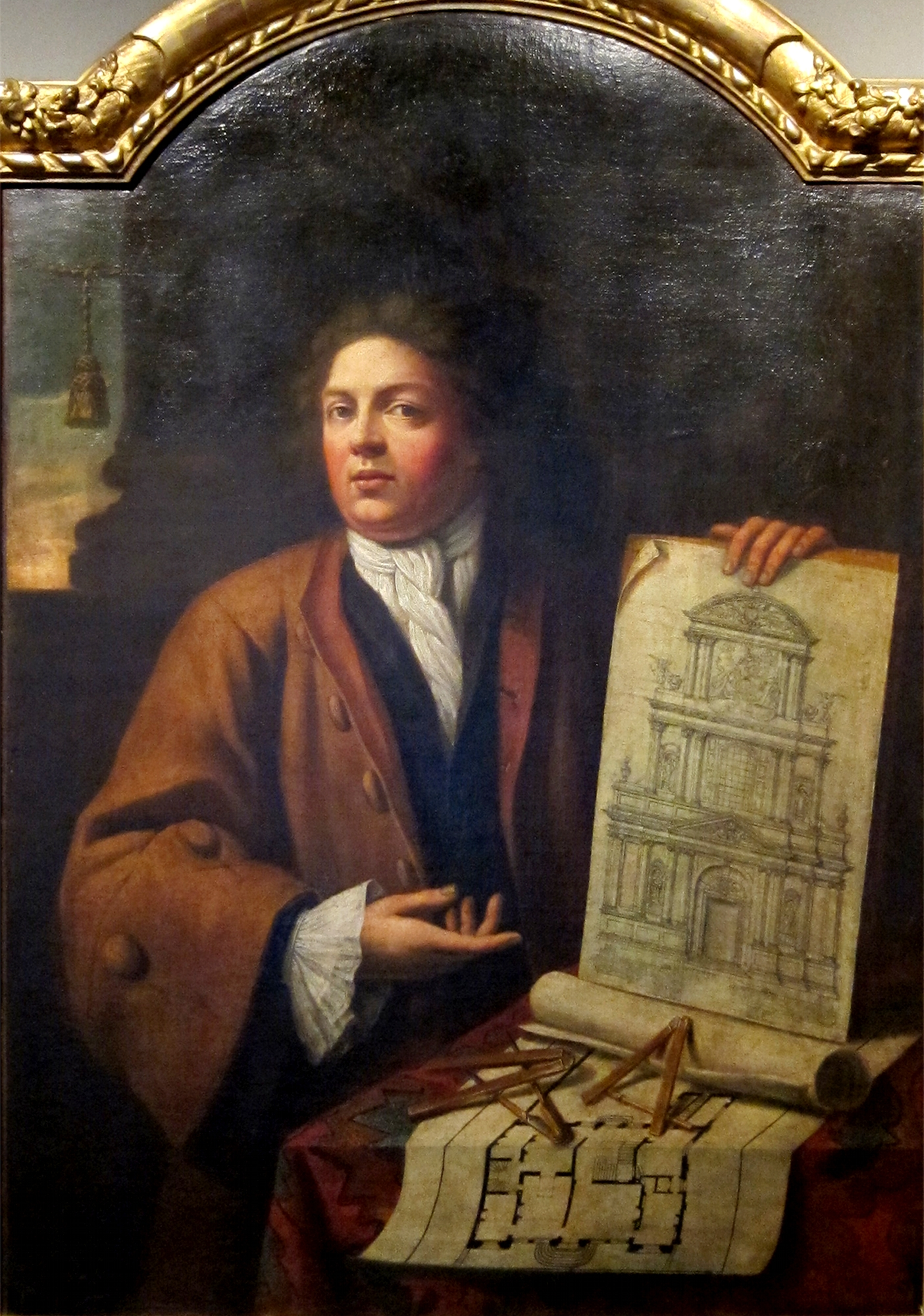
Gombert met de plannen van de kerk Saint-André

Thomas-Joseph Gombert (Rijsel, 1672 – Rijsel, 1724) was een Frans architect. Hij was onder meer stadsarchitect in Rijsel.

## Levensloop
De familie Gombert leefde in Rijsel. Gombert begon als architect met de bouw van de kapel van de karmelieten, gelegen in de Rue Royale in Rijsel (1701). Zijn plannen voorzagen twee verdiepen voor deze "kapel". Door de Spaanse Successieoorlog lag de bouw verschillende jaren stil. Later zou zijn neef François-Joseph Gombert de barokke kerk afwerken, met slechts 1 verdiep. Deze karmelietenkapel werd later de parochiekerk Saint-André.
Koning Lodewijk XIV wenste dat Rijsel uitgebouwd werd met een nieuwe wijk, naast de citadel. Zo kon Gombert meerdere private huizen ontwerpen voor de nieuwe wijk. In de jaren 1717-1718 bouwde hij op de Grote Markt van Rijsel de kazerne van de stadswacht, genaamd Grande Garde. Dit gebouw werd later de theaterzaal Théatre du Nord. Gombert ontwierp ook het stadhuis van Tourcoing, dat gebouwd werd in de jaren 1714-1717.
Gombert stierf in 1724.

## Ontworpen door Gombert

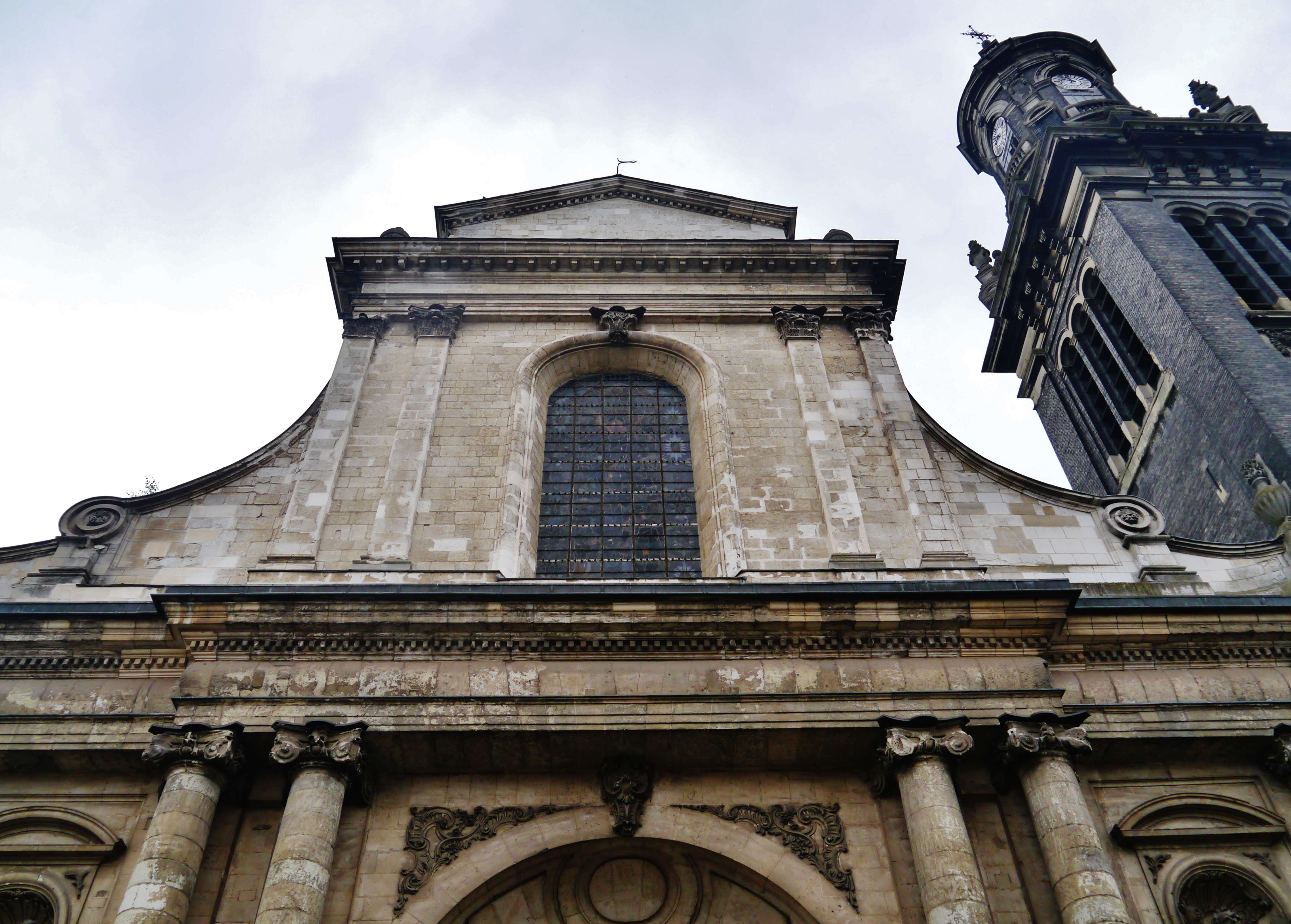
Kerk Saint-André, Rue Royale in Rijsel
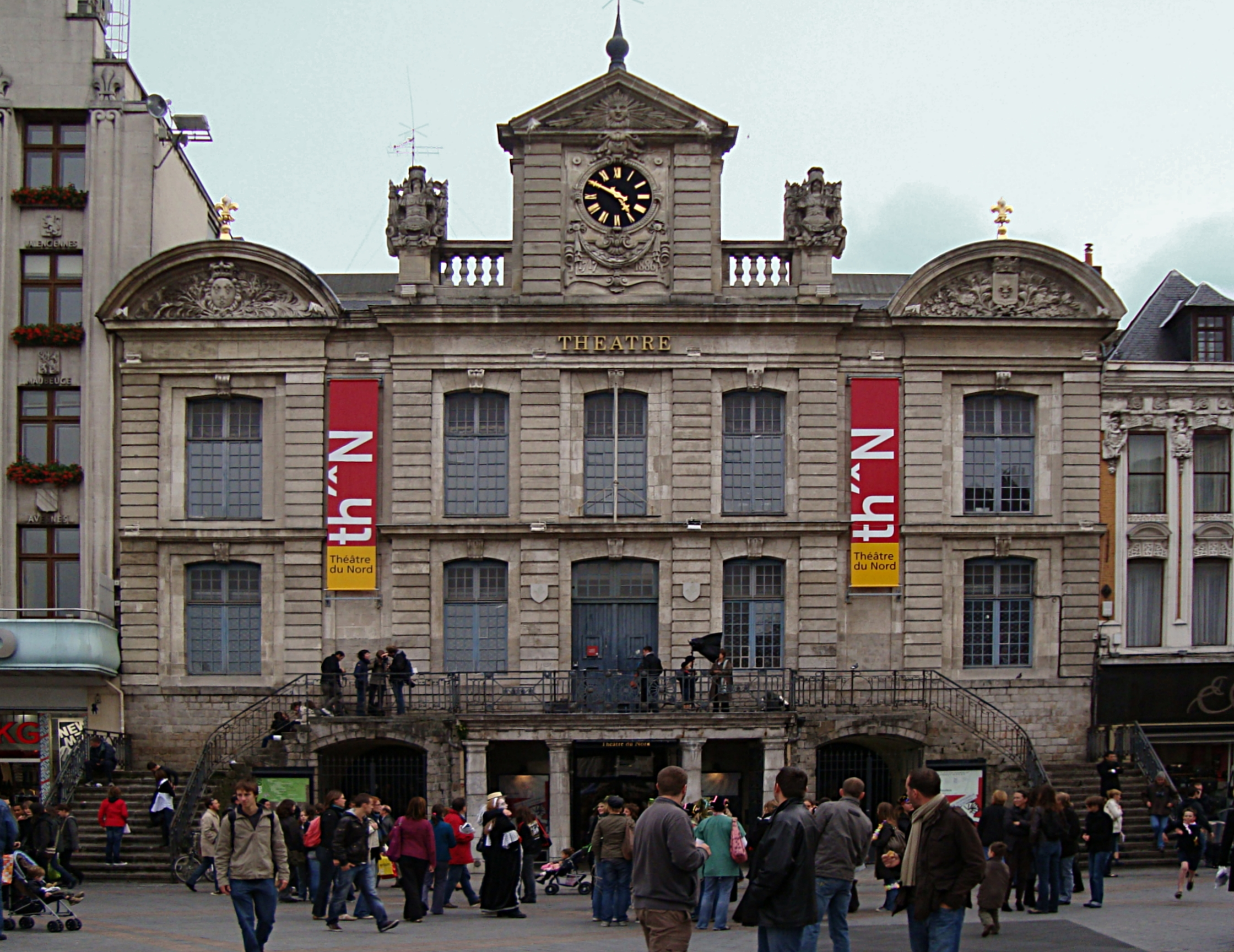
Théatre du Nord, Grote Markt in Rijsel